# Novia cylindrica
Novia cylindrica är en tvåvingeart som beskrevs av Jean-Baptiste Robineau-Desvoidy 1830. Novia cylindrica ingår i släktet Novia och familjen parasitflugor.
Artens utbredningsområde är Frankrike. Inga underarter finns listade i Catalogue of Life.